# Brian Townsend
Brian „sbrugby“ Townsend (* 15. Mai 1982 in Dunsmuir, Kalifornien) ist ein professioneller US-amerikanischer Pokerspieler.

## Persönliches
Townsend war 2010 kurzzeitig mit der Pokerspielerin und Moderatorin Kara Scott liiert. Er lebt in Santa Barbara.

## Pokerkarriere
Townsend ist für seine Cashgame-Erfolge in den Varianten No Limit Hold’em und Pot Limit Omaha bekannt. Er spielte um die höchsten Einsätze auf der Onlinepoker-Plattform Full Tilt Poker unter seinem Nickname sbrugby. Von März 2007 bis Anfang 2010 war er ein offiziell gesponserter Full Tilt Pro und spielte unter seinem eigenen Namen.
Weil Townsend sich von den kleinsten Limits mit 0,50/1-$-Blinds bis zu den höchsten Einsätzen, um die Online gespielt wird, 200/400 $ und 300/600 $, hochspielte, hat er viele Fans, die ihm nacheifern wollen.
Townsend nahm an der dritten Staffel der Fernsehsendung High Stakes Poker teil. Beim Cashgame-Format ging er mit 750.000 US-Dollar an den Tisch.
Des Weiteren ist er auch Mitinhaber und Instruktor von CardRunners.com, einer Onlineseite, auf der Mitgliedern mit Videos und Berichten das erfolgreiche Pokerspiel beigebracht werden soll. Dort postet er auch seinen Blog, in dem er über das Leben als High-Stakes-Poker-Profi spricht.
Während der World Series of Poker 2007 spielte Townsend ein Heads-Up Cash Game gegen Sam Farha im Bobby’s Room im Hotel Bellagio am Las Vegas Strip. Die Blinds betrugen 500/1000 $ und Townsend schaffte es Farha an drei Tagen über 700.000 US-Dollar abzunehmen, nachdem er schon insgesamt 1,2 Millionen US-Dollar hinten gelegen hatte. Am dritten Tag erweiterten David Benyamine, Patrik Antonius, Bobby Baldwin und einige andere Pokerspieler die Runde um Townsend und Farha. Nach 18 Stunden am Pokertisch konnte Townsend diesen um 1,885 Millionen US-Dollar reicher verlassen. Am darauffolgenden Tag konnte er noch einen Gewinn von 600.000 US-Dollar gegen Benyamine und Johnny Chan verbuchen. Wie an den Vortagen wurde zur Hälfte No Limit Hold’em und zur anderen Hälfte Pot Limit Omaha gespielt. Townsend konnte so an vier Tagen 2,15 Millionen US-Dollar einnehmen, was einer der größten Gewinne im Cash Game von einem einzigen Spieler über einen solch kurzen Zeitraum ist.